# 王家棟
王家棟（1542年—？），字惟隆，號吉山，浙江嘉興府嘉興縣民籍，祖籍海鹽縣，明朝政治人物、進士出身。

## 生平
嘉靖四十三年（1564年）甲子科浙江鄉試第一名。萬曆二年，登第二甲第三十一名進士。官主事。

## 家族
曾祖父王輔，曾任刑部主事；祖父王𦒅[羽莫]；父親王滔。母蔡氏。永感下。